# Gasthaus zum Stern (Gundelfingen an der Donau)

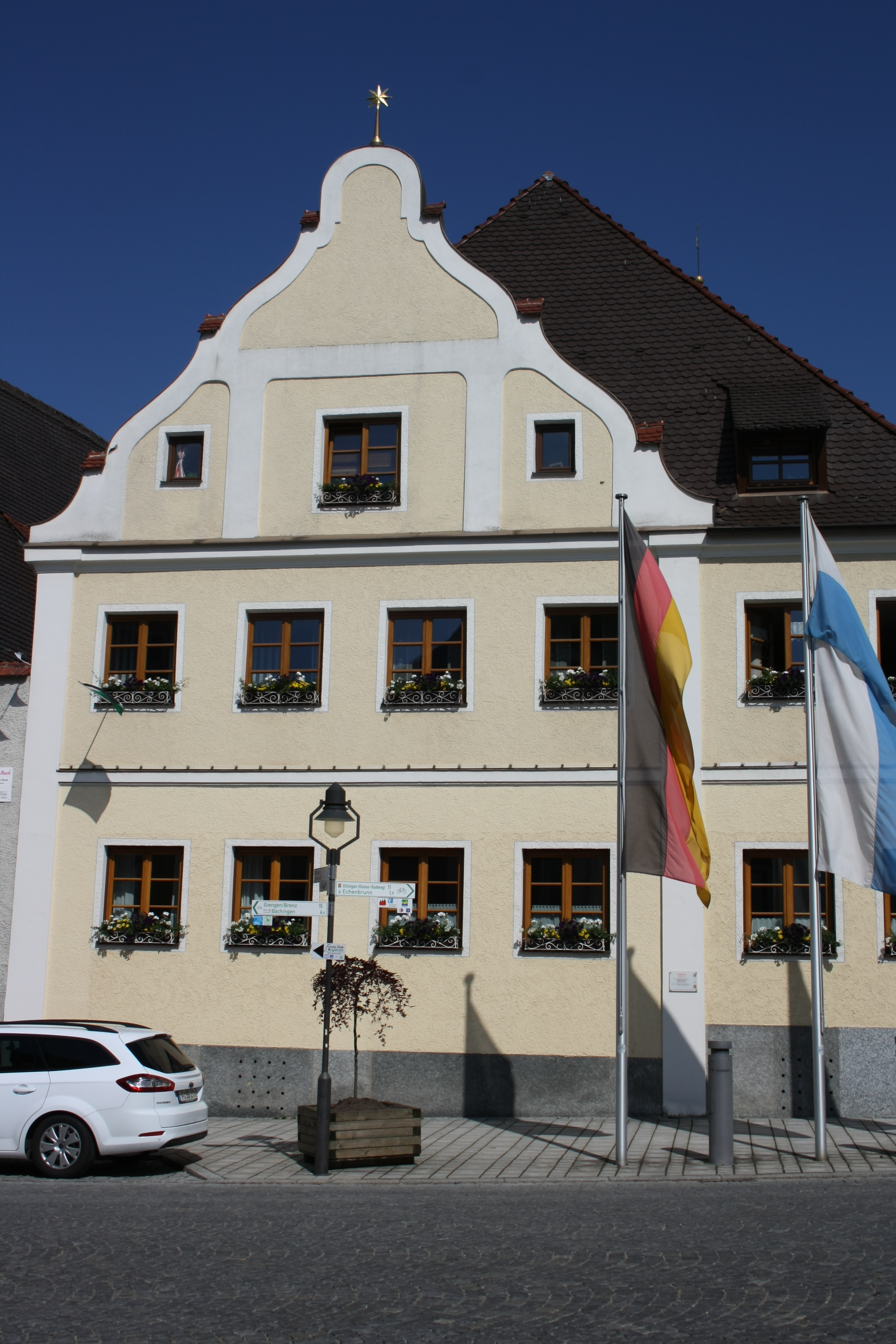
Ehemaliges Gasthaus zum Stern in Gundelfingen an der Donau

Das ehemalige  Gasthaus zum Stern in Gundelfingen an der Donau, einer Stadt im schwäbischen Landkreis Dillingen an der Donau in Bayern, wurde im 17. Jahrhundert errichtet. Das Gebäude an der Hauptstraße 26 ist ein geschütztes Baudenkmal.
Der zweigeschossige Bau über einem hohen Kellergeschoss besitzt an der Straßenfront ein Walmdach und ein unsymmetrisches Zwerchhaus über vier Fensterachsen. Die Geschosstrennung erfolgt durch ein Putzband. Das Zwerchhaus ist durch kräftige Lisenen am Obergeschoss eingefasst. Ein profiliertes Traufgesims und S-Stufen am Giebel, die weitgehend erneuert sind, bilden den weiteren Schmuck des Hauses.